# Mach 1 (Automarke)
Mach 1 war eine brasilianische Automarke.

## Markengeschichte
Ein Unternehmen aus Rio de Janeiro stellte zu Beginn der 1980er Jahre Automobile und Kit Cars her. Der Markenname lautete Mach 1.

## Fahrzeuge
Das einzige Modell war ein VW-Buggy. Die Basis bildete ein Fahrgestell von Volkswagen do Brasil mit luftgekühltem Heckmotor. Darauf wurde eine offene türlose Karosserie aus Fiberglas montiert. Hinter den vorderen Sitzen war ein Überrollbügel. Die Fahrzeugfront mit eckigen Scheinwerfern und einem falschen Kühlergrill wird als ungewöhnlich beschrieben.